# Léon-Benoit-Charles Thomas
Léon-Benoit-Charles Thomas (Paray-le-Monial, 30 de maio de 1826 – Rouen, 9 de março de 1894) foi um cardeal francês da Igreja Católica, arcebispo de Rouen.

## Biografia
Ingressou no Seminário Menor de Semur-en-Brionnais e estudou humanidades; depois, frequentou o Seminário Maior de Autun, onde estudou filosofia; e mais tarde, estudou teologia no Seminário de São Sulpício de Paris; finalmente, ele obteve um doutorado em teologia em Roma em 1856.
Foi ordenado padre em 21 de dezembro de 1850, em Paris. Foi o vigário paroquial da Catedral de Autun, em fevereiro de 1851 e, em 1853, tornou-se o responsável das missões diocesanas. Depois, foi o vigário-geral de Autun e arquidiácono do capítulo da catedral, entre 1856 e 1867.
Foi eleito bispo de La Rochelle em 19 de janeiro de 1867, tendo seu nome confirmado em 27 de março pelo Papa Pio IX e sendo consagrado em 15 de maio seguinte, na Catedral de Autun, por Jean-François-Anne Landriot, arcebispo de Reims, assistido por Frédéric de Marguerye, bispo de Autun e por Jean Devocoux, bispo de Évreaux. Participou do Concílio Vaticano I.
Foi eleito como arcebispo metropolitano de Rouen em 28 de novembro de 1883 e teve seu nome confirmado pelo Papa Leão XIII em 24 de março de 1884. Era chamado de "Thomas le Magnifique" por causa do esplendor de suas celebrações e da qualidade de seus "Oratórios".
Foi criado cardeal pelo Papa Leão XIII, no Consistório de 16 de janeiro de 1893, recebendo o barrete vermelho e o título de cardeal-presbítero de Santa Maria Nova em 15 de junho.
Morreu em 9 de março de 1894, de congestão pulmonar, em Rouen. Foi velado na Catedral de Notre-Dame de Rouen, onde ocorreu o funeral em 15 de março e foi sepultado na capela de Sainte-Marguerite, nave sul daquela catedral. Um bombardeio em 19 de abril de 1944 danificou seu túmulo e seus restos mortais foram transferidos para a cripta dos arcebispos na capela de Sainte-Vierge, na mesma catedral.